# Episodi di Le terrificanti avventure di Sabrina
La serie televisiva Le terrificanti avventure di Sabrina (Chilling Adventures of Sabrina), composta da 36 episodi in totale divisi in 4 parti, è stata pubblicata sul servizio di streaming on demand Netflix in tutti i paesi in cui è disponibile. I primi 10 episodi sono usciti il 26 ottobre 2018, il 14 dicembre è uscito un episodio speciale natalizio della serie. La seconda parte è stata pubblicata il 5 aprile 2019. La terza parte è stata pubblicata il 24 gennaio 2020 mentre la quarta ed ultima parte è stata distribuita a fine 2020.
| nº                 | Titolo originale                                   | Titolo italiano                                   | Pubblicazione    |
| Prima parte        | Prima parte                                        | Prima parte                                       | Prima parte      |
| ------------------ | -------------------------------------------------- | ------------------------------------------------- | ---------------- |
| 1                  | Chapter One: October Country                       | Capitolo uno: Nel paese di Halloween              | 26 ottobre 2018  |
| 2                  | Chapter Two: The Dark Baptism                      | Capitolo due: L'oscuro battesimo                  | 26 ottobre 2018  |
| 3                  | Chapter Three: The Trial of Sabrina Spellman       | Capitolo tre: Il processo di Sabrina Spellman     | 26 ottobre 2018  |
| 4                  | Chapter Four: Witch Academy                        | Capitolo quattro: L'accademia delle streghe       | 26 ottobre 2018  |
| 5                  | Chapter Five: Dreams in a Witch House              | Capitolo cinque: Sogni in una casa stregata       | 26 ottobre 2018  |
| 6                  | Chapter Six: An Exorcism in Greendale              | Capitolo sei: Un esorcismo a Greendale            | 26 ottobre 2018  |
| 7                  | Chapter Seven: Feast of Feasts                     | Capitolo sette: Il Banchetto dei banchetti        | 26 ottobre 2018  |
| 8                  | Chapter Eight: The Burial                          | Capitolo otto: La sepoltura                       | 26 ottobre 2018  |
| 9                  | Chapter Nine: The Returned Man                     | Capitolo nove: La resurrezione                    | 26 ottobre 2018  |
| 10                 | Chapter Ten: The Witching Hour                     | Capitolo dieci: L'ora delle streghe               | 26 ottobre 2018  |
| Speciale Natalizio |                                                    |                                                   |                  |
| 11                 | Chapter Eleven: A Midwinter's Tale                 | Capitolo undici: Un racconto di mezzo inverno     | 14 dicembre 2018 |
| Seconda parte      |                                                    |                                                   |                  |
| 12                 | Chapter Twelve: The Epiphany                       | Capitolo dodici: L'Epifania                       | 5 aprile 2019    |
| 13                 | Chapter Thirteen: The Passion of Sabrina Spellman  | Capitolo tredici: La passione di Sabrina Spellman | 5 aprile 2019    |
| 14                 | Chapter Fourteen: Lupercalia                       | Capitolo quattordici: Lupercalia                  | 5 aprile 2019    |
| 15                 | Chapter Fifteen: Doctor Cerberus's House of Horror | Capitolo quindici: Le cinque chiavi del terrore   | 5 aprile 2019    |
| 16                 | Chapter Sixteen: Blackwood                         | Capitolo sedici: Blackwood                        | 5 aprile 2019    |
| 17                 | Chapter Seventeen: The Missionaries                | Capitolo diciassette: I missionari                | 5 aprile 2019    |
| 18                 | Chapter Eighteen: The Miracles of Sabrina Spellman | Capitolo diciotto: I miracoli di Sabrina Spellman | 5 aprile 2019    |
| 19                 | Chapter Nineteen: The Mandrake                     | Capitolo diciannove: La mandragola                | 5 aprile 2019    |
| 20                 | Chapter Twenty: The Mephisto Waltz                 | Capitolo venti: Il valzer di Mefisto              | 5 aprile 2019    |
| Terza parte        |                                                    |                                                   |                  |
| 21                 | Chapter Twenty-One: The Hellbound Heart            | Capitolo ventuno: Il cuore all'inferno            | 24 gennaio 2020  |
| 22                 | Chapter Twenty-Two: Drag Me To Hell                | Capitolo ventidue: Portami all'inferno            | 24 gennaio 2020  |
| 23                 | Chapter Twenty-Three: Heavy is the Crown           | Capitolo ventitré: Pesante è la corona            | 24 gennaio 2020  |
| 24                 | Chapter Twenty-Four: The Hare Moon                 | Capitolo ventiquattro: La luna della lepre        | 24 gennaio 2020  |
| 25                 | Chapter Twenty-Five: The Devil Within              | Capitolo venticinque: Il diavolo dentro           | 24 gennaio 2020  |
| 26                 | Chapter Twenty-Six: All of them Witches            | Capitolo ventisei: Tutte quante streghe           | 24 gennaio 2020  |
| 27                 | Chapter Twenty-Seven: The Judas Kiss               | Capitolo ventisette: Il bacio di Giuda            | 24 gennaio 2020  |
| 28                 | Chapter Twenty-Eight: Sabrina Is Legend            | Capitolo ventotto: Sabrina è leggenda             | 24 gennaio 2020  |
| Quarta parte       |                                                    |                                                   |                  |
| 29                 | Chapter Twenty-Nine: The Eldritch Dark             | Capitolo ventinove: L'Oscurità sinistra           | 31 dicembre 2020 |
| 30                 | Chapter Thirty: The Uninvited                      | Capitolo trenta: Un ospite indesiderato           | 31 dicembre 2020 |
| 31                 | Chapter Thirty-One: The Weird One                  | Capitolo trentuno: Lo strano                      | 31 dicembre 2020 |
| 32                 | Chapter Thirty-Two: The Imp of the Perverse        | Capitolo trentadue: Il Genio della perversione    | 31 dicembre 2020 |
| 33                 | Chapter Thirty-Three: Deus Ex Machina              | Capitolo trentatre: Deus ex machina               | 31 dicembre 2020 |
| 34                 | Chapter Thirty-Four: The Returned                  | Capitolo trentaquattro: I ritornati               | 31 dicembre 2020 |
| 35                 | Chapter Thirty-Five: The Endless                   | Capitolo trentacinque: L'eterno                   | 31 dicembre 2020 |
| 36                 | Chapter Thirty-Six: At the Mountains of Madness    | Capitolo trentasei: Le montagne della follia      | 31 dicembre 2020 |

## Capitolo uno: Nel paese di Halloween
- Titolo originale: Chapter One: October Country
- Diretto da: Lee Toland Krieger
- Scritto da: Roberto Aguirre-Sacasa

### Trama
Sabrina Spellman è una strega mezzosangue che vive con le sue zie, Zelda e Hilda, e il cugino Ambrose nella cittadina di Greendale. Trascorre le sue giornate al liceo Baxter High con il suo fidanzato Harvey e le migliori amiche Rosalind e Susie. Come ogni strega, in occasione del suo sedicesimo compleanno, il giorno di Halloween, Sabrina dovrà ricevere il battesimo Oscuro, durante il quale si donerà al Signore Oscuro abbandonando del tutto la sua vita da mortale per frequentare l'Accademia delle Arti Occulte. Sabrina è dubbiosa sulla decisione da prendere, poiché deve scegliere tra i suoi amici e la sua famiglia, non potendo, una volta diventata strega, continuare a frequentare le amiche e il fidanzato. Sabrina trascorre i giorni che precedono il suo compleanno cercando risposte a tutte le sue domande sul battesimo. Nel frattempo, l'insegnante mortale di Sabrina, la signora Wardwell, viene uccisa e poi posseduta da Lilith, madre dei demoni e compagna del Signore Oscuro, che cerca di portare Sabrina dalla sua parte. Mentre è nel bosco, alla ricerca di un famiglio, Sabrina incontra tre streghe conosciute come le Sorelle Sinistre la minacciano affinché non metta piede nell'Accademia, perché disprezzano i mezzosangue.

## Capitolo due: L'Oscuro battesimo
- Titolo originale: Chapter Two: The Dark Baptism
- Diretto da: Lee Toland Krieger
- Scritto da: Roberto Aguirre-Sacasa

### Trama
Sabrina e la sua famiglia ricevono una visita da Padre Blackwood, il sommo sacerdote dell'Oscuro Signore, che cerca di rassicurare Sabrina e risponde alle sue domande sul Battesimo Oscuro. Nel frattempo, Ambrose, il cugino di Sabrina, mentre si occupa di un cadavere per la "Onoranze funebri Spellman", si accorge che si tratta di uno stregone, probabilmente ucciso da un cacciatore di streghe. Il famiglio che Sabrina aveva invocato nel bosco si materializza in camera sua: è un gatto nero di nome Salem. L'amica di Sabrina, Susie, è vittima di bullismo da parte di quattro giocatori di football, così Sabrina decide di prendere in mano la situazione e di fondare un club di sostegno per le ragazze della Baxter High. Su consiglio della Professoressa Wardwell, decide di vendicarsi dei bulli e chiede aiuto alle Sorelle Sinistre per dare una lezione ai ragazzi, spaventandoli nella miniera di Grindale. Sabrina trascorre la notte di Halloween con i suoi amici che hanno organizzato una festa. Quando si avvicina la mezzanotte, si dirige nel bosco dove verrà celebrato il suo Battesimo Oscuro, non del tutto sicura di volerlo fare. Il rituale è completamente diverso da quello descritto da Blackwood e all'ultimo minuto Sabrina fugge e si nega all'Oscuro Signore. La congrega la insegue nel bosco, ma arriva a casa e Ambrose la salva. Lì, proclama il suo rifiuto di firmare il Libro della Bestia, concludendo il rituale del battesimo.

## Capitolo tre: Il processo di Sabrina Spellman
- Titolo originale: Chapter Three: The Trial of Sabrina Spellman
- Diretto da: Rob Seidenglanz
- Scritto da: Ross Maxwell

### Trama
Sabrina deve affrontare le conseguenze della sua decisione di lasciare il Battesimo Oscuro. Lei e le zie Zelda e Hilda ricevono una convocazione in tribunale da parte della congrega e Blackwood, che vogliono processarla per aver infranto la promessa. Essendo Sabrina sotto la responsabilità delle zie, Zelda e Hilda vengono punite perdendo i loro poteri e la giovinezza per tutta la durata del processo. Sabrina assume un avvocato per aiutarla a vincere il caso. Il Signore Oscuro vuole che Sabrina firmi il libro a tutti i costi, quindi le offre un patteggiamento. Durante il processo si scopre che Sabrina è stata promessa fin da neonata a Satana da suo padre. Ma Hilda svela che la piccola era stata battezzata dalla madre in segreto prima che fosse promessa all'Oscuro Signore. Alla fine Sabrina stipula un accordo che le permette di rimanere in contatto con il mondo mortale mentre frequenta anche l'Accademia delle Arti Occulte. Hilda viene scomunicata per aver partecipato al battesimo di Sabrina. Nel frattempo, Ambrose cerca di saperne di più sullo stregone che pensa sia stato ucciso.
Rosalind confessa a Sabrina di avere una miopia degenere che la porterà presto alla cecità.

## Capitolo quattro: L'accademia delle streghe
- Titolo originale: Chapter Four: Witch Academy
- Diretto da: Rob Seidenglanz
- Scritto da: Donna Thorland

### Trama
Sabrina si prepara a frequentare l'Accademia delle Arti Occulte, ma cerca di trovare un modo per fermare il Signore Oscuro. Accolta con disprezzo, riesce a fare amicizia con Nick Scratch. Durante i tre giorni di permanenza all'Accademia, Sabrina deve partecipare ai corsi base, mentre la notte, le Sorelle Sinistre (Prudence, Dorcas e Agatha) la tormentano con una serie di prove da superare, una sorta di iniziazione degli alunni dell'Accademia. Dopo la prima notte di torture, Sabrina viene convocata nell'ufficio di Blackwood perché il suo famiglio l'ha raggiunta nell'Accademia, luogo in cui è proibito portarli. La ragazza si lamenta con lui dei corsi che è costretta a frequentare, volendo partecipare a quelli più avanzati e interessanti. Blackwood allora le affida un enigma da risolvere: aprire la Configurazione di Acheronte, una scatola a forma di dodecaedro nella quale il padre di Sabrina ha nascosto qualcosa e che per anni nessuno è mai riuscito ad aprire. Blackwood promette di farle frequentare i corsi che vuole se riuscirà ad aprire la scatola. All'alba del terzo giorno, dopo un'altra notte di tormenti, Sabrina scopre che l'iniziazione ha causato molte morti tra i bambini alunni della scuola, così denuncia questi episodi a Blackwood che però non l'aiuta. Sabrina decide di farsi giustizia da sola, spaventando le Sorelle Sinistre. Durante un pigiama party, Rosalind scopre che Susie vive con suo zio Jesse che è malato: l'uomo è impazzito dopo aver visto un mostro nelle miniere in cui lavorava. Nel frattempo, Hilda aiuta Ambrose, che è agli arresti domiciliari per aver tentato di far saltare in aria il Vaticano, a proiettarsi fuori da casa Spellman per andare a un appuntamento con Luke, un ragazzo conosciuto al funerale dello stregone morto assassinato. Mentre Hilda e Ambrose sono impegnati nella proiezione, Lilith arriva a casa Spellman e fa un incantesimo agli specchi per spiare Sabrina. Grazie ai diari del padre, Sabrina riesce ad aprire la Configurazione nella quale era imprigionato un demone.

## Capitolo cinque: Sogni in una casa stregata
- Titolo originale: Chapter Five: Dreams in a Witch House
- Diretto da: Maggie Kiley
- Scritto da: Matthew Barry

### Trama
Il demone liberato dalla configurazione, è un demone del sonno noto come Batibat, che fa cadere Sabrina, Ambrose, Zelda e Hilda in un sonno profondo e li tortura con i loro peggiori incubi allo scopo di sapere il modo per spezzare l'incantesimo che gli impedisce di uscire da casa Spellman. Lilith, che stava spiando Sabrina attraverso lo specchio della sua camera scopre cosa succede ed entra nei loro sogni per cercare Sabrina e svegliarla per farla scappare. Sabrina, una volta sveglia si fa aiutare da Salem per distrarre Batibat, mentre torna nel mondo dei sogni per ottenere aiuto da Hilda e Ambrose. Hilda informa Sabrina che Batibat deve essere attirato in una trappola, così con l'aiuto dei ragni, i famigli di Hilda, Sabrina cattura con successo Batibat, svegliando Hilda, Zelda e Ambrose. Dopo che Batibat viene imprigionato in un barattolo per la marmellata, Sabrina si reca dalla Wardwell avendo realizzato che non è una mortale.

## Capitolo sei: Un esorcismo a Greendale
- Titolo originale: Chapter Six: An Exorcism in Greendale
- Diretto da: Rachel Talalay
- Scritto da: Joshua Conkel, MJ Kaufman

### Trama
Lilith mente a Sabrina e afferma di essere stata la segretaria di suo padre quando era un Sommo Sacerdote della Chiesa della Notte, e che le aveva chiesto di vegliare su di lei. Susie, Rosalind e Harvey hanno esperienze spaventose circa delle visioni sullo zio Jesse, e si confidano con Sabrina che si proietta nella stanza dello zio e scopre che è posseduto da un demone parassitario, che in seguito identifica come Apophis. Sabrina, con l'aiuto della Wardwell e delle sue zie, esegue con successo un esorcismo che espelle Apophis dall'uomo. Il giorno dopo, lo zio Jesse muore d'infarto. In realtà Lilith è responsabile della sua morte, e ringrazia Jesse per aver fatto la sua parte, inconsapevolmente, nel piano del Signore Oscuro.

## Capitolo sette: Il Banchetto dei banchetti
- Titolo originale: Chapter Seven: Feast of Feasts
- Diretto da: Viet Nguyen
- Scritto da: Oanh Ly

### Trama
In concomitanza con la festa del Ringraziamento dei mortali, gli Spellman vengono selezionati per ospitare l'annuale Banchetto dei Banchetti. Ogni famiglia della congrega elegge un rappresentante che partecipa alla riffa della Regina del Banchetto, in onore di Freya, una strega che si sacrificò per salvare la congrega. La vincitrice sarà incoronata Regina e verrà mangiata durante la festa. Per la famiglia Spellman si offre Zelda, ma durante la selezione, Sabrina la sostituisce e diventa ancella di Prudence che viene eletta Regina. Il compito dell'ancella è assistere la Regina nei tre giorni precedenti al sacrificio. Sabrina trascorre quei giorni cercando di convincere Prudence a rifiutare il ruolo di Regina.
In quel momento gli amici di Sabrina stanno facendo delle ricerche sui loro antenati: si scopre che gli avi di Harvey erano cacciatori di streghe. Susie trova i diari di una sua antenata, Dorothea Patnam, e quando comincia a leggerli ha delle visioni della donna. Rosalind intervista la sua nonna cieca, che le confida che la cecità delle donne della loro famiglia deriva da una maledizione delle streghe di Greendale. Rosalind scopre anche che le donne della sua famiglia, dopo essere diventate cieche, acquistano la capacità di avere visioni premonitrici. Durante una battuta di caccia, Harvey e la sua famiglia uccidono un cervo che in realtà è un famiglio. Alla scena assistono le Sorelle Sinistre, la Wardwell e Sabrina, la quale, temendo per la vita di Harvey, lancia un incantesimo di protezione sul ragazzo. Più tardi, Sabrina scopre che Constance, la moglie di Blackwood, ha truccato la selezione della Regina del Banchetto, perché ha scoperto che Prudence è la figlia illegittima di padre Blackwood. Quando Sabrina avverte Prudence che la sua selezione non è avvenuta per la volontà del Signore Oscuro, la ragazza crede che sia una bugia per farle rifiutare il ruolo di Regina. Prima del Banchetto, viene organizzata una cena a casa di Sabrina alla quale partecipano Zelda e Hilda, le Sorelle Sinistre, Lilith e i coniugi Blackwood. Sabrina offre agli ospiti una torta che contiene il siero della verità e Constance rivela la verità ai presenti. Inoltre Blackwood confessa di essere il padre di Prudence. Sabrina propone a Blackwood di tenere segreta la vicenda in cambio della cancellazione definitiva del Banchetto dei Banchetti. Alla festa, Padre Blackwood annuncia che Prudence non può adempiere ai suoi doveri di Regina, ma prima di poter comunicare la cancellazione della festa, Mildred, una strega che aveva partecipato come tributo, si sacrifica e viene divorata dalla Congrega. Il giorno dopo, Agatha e Dorcas, all'insaputa di Prudence, eseguono un rituale per uccidere Harvey e suo fratello nelle miniere.

## Capitolo otto: La sepoltura
- Titolo originale: Chapter Eight: The Burial
- Diretto da: Maggie Kiley
- Scritto da: Lindsay Calhoon, Christianne Hedtke

### Trama
Harvey sopravvive al collasso della miniera grazie all'incantesimo di protezione di Sabrina, mentre suo fratello viene ucciso insieme ad altri quattro uomini. Nel frattempo il padre di Harvey decide di sospendere le ricerche perché troppo pericolose a causa dei cedimenti strutturali della miniera. Durante il funerale di Tommy, Harvey e suo padre hanno una discussione e dalla bara di Tommy cade l'elmetto ritrovato in miniera. Mentre Rosalind raccoglie l'elmetto ha una visione di Dorcas e Agatha che schiacciano delle bambole raffiguranti Harvey e Tommy con le rocce. Spaventata e confusa, racconta a Sabrina la visione. Sabrina mette al corrente Prudence e, insieme a Nick e Dorcas, decidono di sacrificare Agatha, artefice della morte di Tommy, per farlo resuscitare. Sabrina sgozza Agatha e la seppellisce nel giardino di casa sua, nota come la Fossa di Caino, il cui terreno fertile ha la proprietà di riportare in vita le streghe. Infatti dopo 13 minuti Agatha ritorna in vita.
Nel frattempo, Blackwood chiede ad Ambrose di rivelare i nomi dei suoi complici nell'attentato al Vaticano, in cambio dell'immunità e la fine degli arresti domiciliari, ma Ambrose rifiuta. Il Sommo Sacerdote è colpito dalla fedeltà dimostrata da Ambrose e gli offre lavoro nell'Accademia. Zelda dopo essere stata nominata levatrice della signora Blackwood, comunica a padre Blackwood che aspettano due gemelli maschi.

## Capitolo nove: La resurrezione
- Titolo originale: Chapter Nine: The Returned Man
- Diretto da: Craig William Macneill
- Scritto da: Axelle Carolyn, Christina Ham

### Trama
Il fratello di Harvey è resuscitato ed è tornato a casa dalla miniera, ma sembra non essersi ripreso dallo shock. Zelda ha una storia clandestina con Blackwood che le chiede di essere la madrina profana dei suoi figli e di prendere il posto della moglie come direttrice del coro all'Accademia. Ambrose e Sabrina parlano della resurrezione di Tommy, e il cugino l'avverte sui pericoli della necromanzia. All'Accademia Agatha si sente male e vomita terra. Nick si proietta da Sabrina e l'avverte di cosa sta succedendo. Sabrina manda Salem a controllare la casa di Harvey, preoccupata per Tommy che sembra essere un vegetale: non mangia, non parla e si comporta in modo strano. Nel frattempo alla miniera vengono estratti i corpi dei quattro uomini rimasti uccisi, che verranno portati alle Onoranze funebri Spellman. Sabrina è preoccupata che le zie scoprano che cosa ha fatto e mente anche alla professoressa Wardwell su quanto accaduto. Rosalind confida a Sabrina di aver sognato dei cani in una radura che si cibano del corpo di Tommy e su consiglio dell'amica usa il suo potere per controllare se Tommy sta bene, e lo vede vagare in un bosco in mezzo alla nebbia mentre sente un bambino piangere. Interrompe poi la visione perché vede Sabrina con la faccia deformata, ma non lo dice all'amica.
Intanto all'Accademia, Blackwood regala ad Ambrose un famiglio, un topolino di nome Leviatano. Prudence, Dorcas e Nick chiedono ad Ambrose perché Agatha continua a vomitare terra e rape, ma lui non conoscendo bene i poteri della Fossa di Caino si rivolge a zia Hilda. La donna per tranquillizzare le Sorelle dice loro che i malori di Agatha dipendono dal fatto che sia tornata in vita troppo in fretta, ma in un secondo momento rivela ad Ambrose che la terra reclama un'anima e gli chiede per quale motivo la ragazza fosse stata seppellita nella Fossa di Caino. Ambrose confessa alla zia della resurrezione fatta da Sabrina. All'Accademia, Prudence rivela a Padre Blackwood e Zelda delle condizioni in cui riversa Agatha, raccontando quello che ha fatto Sabrina. Tornata a casa, Sabrina litiga con le zie. Blackwood chiede a Zelda di risolvere il problema creato dalla nipote, dunque dovrà uccidere Tommy. Ma Sabrina vuole tentare di risolvere il problema a modo suo, così con l'aiuto della Wardwell, decide di attraversare il portale nel bosco che conduce al limbo dei mortali per trovare l'anima di Tommy. Nel limbo Sabrina incontra la madre, che non la riconosce, e trova Tommy, ma non riesce a salvarlo dal Divoratore di Anime. Rosalind e Susie si confrontano su quanto successo e sospettano che Sabrina sia una strega.
Sabrina capisce che l'unica cosa che può fare è svelare la sua vera natura ad Harvey, spiegargli cosa è successo e che Tommy deve morire. Harvey sconvolto decide di uccidere il fratello e rompere la relazione con Sabrina.

## Capitolo dieci: L'ora delle streghe
- Titolo originale: Chapter Ten: The Witching Hour
- Diretto da: Rob Seidenglanz
- Scritto da: Roberto Aguirre-Sacasa, Ross Maxwell

### Trama
Lilith narra la storia degli ultimi eventi. Strani presagi si rivelano alla popolazione di Greendale. Rosalind parla con nonna Ruth preoccupata perché non sa capire se Sabrina è una strega buona o cattiva. La nonna allora le rivela che non è Sabrina che deve temere, ma l'arrivo delle Tredici Streghe, che furono uccise dalla Congrega e impiccate a un albero dai mortali secoli prima. Le zie di Sabrina convincono la nipote a tornare a scuola facendole capire che il dolore della rottura con Harvey passerà col tempo. Alla Baxter High, Sabrina vedendo l'ex fidanzato nei corridoi fugge in bagno dove incontra Rosalind e Susie che le chiedono se è una strega. La ragazza dopo qualche secondo di titubanza conferma, confessando anche di essere l'artefice della fallita resurrezione di Tommy e la conseguente rottura con Harvey. Trova però conforto nelle amiche e questo convince la professoressa Wardwell a invocare le Tredici Streghe, sacrificando un alunno della scuola. Le Tredici evocano l'Angelo Rosso della Morte e mandano Ambrose ad avvertire tutti. Padre Blackwood ordina a tutte le streghe di trovarsi all'Accademia entro mezzanotte per la loro incolumità. Per proteggere gli abitanti di Greendale, gli Spellman evocano un tornado per radunare tutti nel rifugio antiaereo della Baxter High e proteggerli con un incantesimo. Il piano non procede come previsto: Ambrose e Zelda vengono teletrasportati all'Accademia da Blackwood per aiutare la moglie a partorire, lasciando Sabrina e Hilda a proteggere da sole la scuola. Susie e Rosalind rimangono nella camera di nonna Ruth, che non vuole abbandonare la casa. Per tentare un gesto di salvezza estremo, la Wardwell porta Sabrina nel bosco per convincere la ragazza a firmare il Libro della Bestia per ottenere il potere di sconfiggere le Tredici. Sabrina, per poter salvare tutti, firma il libro. Acquista maggiori poteri e scatena il Fuoco dell'Inferno sull'albero dove in precedenza le streghe erano state impiccate, bruciando le loro anime e bandendo l'Angelo Rosso della Morte. Nel frattempo Rosalind saluta la nonna morta poco dopo il passaggio delle Tredici. Durante gli eventi, la signora Blackwood muore partorendo assistita da Zelda e Prudence e dà alla luce un maschio e una femmina. Zelda per proteggere la bambina nata primogenita, la porta via con sé e mostra a padre Blackwood il figlio maschio, dicendogli che il gemello più grande ha consumato il fratello nell'utero. Più tardi, Lilith uccide il suo famiglio Stolas e il preside della Baxter High, Hawthorne. Sabrina torna da Harvey per scusarsi, lui la perdona e le chiede di ricominciare la loro relazione a patto di non avere più segreti, ma lei gli dice addio perché crede di poterlo mettere in pericolo.

## Capitolo undici: Un racconto di mezzo inverno
- Titolo originale: Chapter Eleven: A Midwinter's Tale
- Diretto da: Jeff Woolnough
- Scritto da: Roberto Aguirre-Sacasa, Donna Thorland

### Trama
La Chiesa della Notte, come tutte le congreghe, celebra Yule, ovvero il Solstizio d'Inverno e la notte più lunga dell'anno, radunando le famiglie intorno al fuoco per intonare canti natalizi pagani e raccontare storie di fantasmi. Sabrina si domanda se sta facendo la cosa giusta allontanandosi dai suoi amici mortali, e chiede aiuto alle Sorelle Sinistre e a Lilith per evocare lo spirito della madre. La professoressa le presta il Libro dei Morti ma fa in modo di disturbare la seduta spiritica perché teme che la madre di Sabrina possa rivelare qualcosa alla figlia. Per interferire nella seduta spiritica, Lilith spegne il Ceppo Yule, che protegge la casa dagli spiriti durante la lunga notte, lasciando così entrare i folletti Yule, spiriti di bambini che causano scherzi e guai nelle case delle streghe durante Yule. Dopo la morte di Tommy, il padre di Harvey cade nell'alcolismo e Sabrina decide di aiutarlo facendogli bere uno zabaione incantato. Nel frattempo Susie, durante un evento natalizio viene rapita da Bartel, un demone vestito da Babbo Natale che trasforma i bambini in statue di cera. Il giorno dopo a casa Spellman i folletti Yule cominciano a tormentare Ambrose, Hilda, Zelda e Leticia, la bambina sottratta a Blackwood. Zelda capisce che l'unico modo per liberarsene è invocare Gryla, una potente strega nonché madre dei folletti Yule. In cambio di un dono Gryla porterà via i folletti Yule, che obbediscono solo alla loro madre. Prima del suo arrivo nascondono la piccola Leticia per evitare che Gryla possa prenderla. Hilda e Zelda offrono una cena alla strega, ma proprio mentre sta per andare via con i folletti sente il pianto di Leticia e reclama la bambina. Sabrina, con l'aiuto dello spirito di sua madre, Diana, fa un incantesimo per sostituire la bambina con un peluche. La strega si accorgerà dell'inganno quando sarà ormai troppo lontana. Rosalind si accorge della scomparsa di Susie e ha una visione dove scopre che l'amica è in pericolo. Il demone che l'ha rapita può essere sconfitto solo da una potente strega, motivo per cui invocano di nuovo Gryla, conducendola al covo del demone. La strega scopre che Bartel fa del male ai bambini e corre in aiuto di Susie, trasformando il demone in una statua di cera. Lo spirito di Diana torna da Sabrina per risolvere i suoi dubbi circa la sua relazione con Harvey facendo capire a Sabrina che è meglio non coinvolgere i mortali nel mondo delle streghe. Harvey ringrazia Sabrina per aver aiutato il padre a smettere di bere, ma le vieta di usare ancora la magia con lui.

## Capitolo dodici: L'Epifania
- Titolo originale: Chapter Twelve: The Epiphany
- Diretto da: Jeff Woolnough
- Scritto da: Roberto Aguirre-Sacasa, Donna Thorland

### Trama
Sabrina comincia un nuovo anno all'Accademia e dimostra alla sua famiglia di volersi impegnare seriamente negli studi delle Arti Occulte, al punto da lasciare il liceo, dove nel frattempo Lilith, nei panni della professoressa Wardwell, è diventata preside.
All'Accademia ogni anno viene nominato un capomago, una sorta di rappresentante dell'Accademia, attraverso delle sfide tra i candidati. Gli unici a concorrere per il titolo sono Nicholas Scratch e Sabrina Spellman. Blackwood è contrario al fatto che una ragazza partecipi alle sfide in quanto il ruolo di capomago è rivolto solo agli uomini, ma Sabrina vuole dimostrare di essere all'altezza. Alla vigilia della prima sfida, Blackwood invita Nick, Ambrose, Luke e altri ragazzi dell'Accademia a festeggiare in un club per soli uomini. Nel mentre Sabrina trascorre la notte in biblioteca per studiare, ma viene attaccata da un demone che riesce a neutralizzare. Sabrina è convinta che qualcuno abbia evocato il demone per sabotarla e chiede a padre Blackwood di posticipare la prova, ma lui si rifiuta. Nel frattempo Prudence cerca di stabilire un buon rapporto con suo padre, Blackwood, che però oltre a non volerla riconoscere ufficialmente come figlia, le chiede di occuparsi del fratellastro Judas. Stanca del comportamento di Blackwood, appena scopre che Sabrina è in svantaggio per la sfida, Prudence si offre di aiutarla suggerendole le risposte tramite un incantesimo. Durante la prima prova, Blackwood pone diversi quesiti abbastanza difficili a Sabrina e, rimasto sorpreso dalla celerità delle risposte, sospende la gara. Padre Blackwood pensa che Sabrina abbia imbrogliato e, poiché non ha prove per accusarla, decide di sigillare la chiesa da incantesimi esterni.
Intanto alla Baxter High degli studenti bullizzano Susie per il suo aspetto e il coach non le permette di partecipare alle selezioni di basket nella squadra maschile, ma con l'aiuto della preside riesce a farsi ammettere. Nel frattempo zia Hilda, preoccupata del fatto che Sabrina possa diventare una strega malvagia, si rivolge alla preside per persuadere la ragazza a tornare alla Baxter High.
Mentre Sabrina torna a casa si imbatte in un altro demone intenzionato a ucciderla, ma con l'aiuto di un fischietto stregato riesce a scacciarlo. Hilda aiuta Sabrina a prepararsi alla seconda prova che consiste nella preparazione di pozioni. I candidati devono aggiungere a turno degli ingredienti in un calderone facendo in modo che la pozione rimanga stabile, il candidato che farà marcire la pozione dovrà berla. Questa volta Sabrina non riesce a dare il meglio di sé e prima di affrontare l'ultima prova torna alla Baxter High su consiglio della zia. Nella palestra dove si stanno svolgendo le selezioni di basket, Sabrina vede da lontano i suoi amici. Appena nota che Susie è in difficoltà, le lancia un incantesimo che l'aiuta a vincere la partita. Uscendo dalla palestra, Sabrina si imbatte in un altro demone, ma viene in suo soccorso la preside, che la mette in guardia da Nick in quanto potrebbe esserci lui dietro le evocazioni di demoni. Sabrina affronta Nick e si scopre che i demoni che la tormentano sono troppo potenti per essere evocati da uno studente, dunque l'artefice di queste evocazioni deve essere uno stregone esperto.
Nel frattempo Zelda chiede a Blackwood di ufficializzare la loro relazione, in quanto nella Congrega si stanno diffondendo pettegolezzi su di loro, ma il sommo sacerdote promette alla strega di riconoscerla come compagna solo al termine del periodo di lutto.
Durante l'ultima prova i candidati devono evocare un demone, ma Sabrina e Nick uniscono le forze per evocare i tre demoni che hanno tormentato la ragazza affinché si scopra chi è il loro mandante. I demoni rivelano di aver agito da soli e che il loro scopo è quello di uccidere la "mezza strega", cioè Sabrina. Blackwood fa bandire i demoni, sospende la prova e nomina Ambrose come capomago.

## Capitolo tredici: La passione di Sabrina Spellman
- Titolo originale: Chapter Thirteen: The Passion of Sabrina Spellman
- Diretto da: Michael Goi
- Scritto da: MJ Kaufman e Christina Ham

### Trama
Lilith invoca il Signore Oscuro per metterlo al corrente di quello che accade a Sabrina e lui rivela di volere la ragazza come sua profeta. Lilith ritiene che Sabrina non sia degna di ricoprire tale ruolo in quanto è una strega buona, ma il Signore Oscuro ha in serbo per lei una sfida: le appare in sogno e le chiede di rubare un pacchetto di gomme. Il giorno dopo Sabrina rivela alle zie che le è apparso il Signore Oscuro, e Zelda, non volendo sapere quale sia la richiesta, consiglia alla nipote di accontentare il suo volere. Così Sabrina entra in un negozio intenta a rubare un pacchetto di gomme ma viene sorpresa da Lilith che non vuole perdere la sfida. Alla Baxter High viene chiesto ai ragazzi di interpretare una scena di Romeo e Giulietta. Harvey propone a Rosalind di preparare la scena insieme e la ragazza ha una visione di loro due che si baciano.
Intanto Susie rivela ai suoi amici che vuole farsi chiamare Theo e dovrà affrontare una serie di critiche da parte dei giocatori della sua squadra di basket.
Nel frattempo anche all'Accademia vengono assegnati dei ruoli per una recita, dove Nick e Dorcas devono interpretare Satana e la sua amante Lilith. Sabrina pensa che Dorcas sia pessima a recitare e d'improvviso appare il Signore Oscuro che le chiede di provocare un infortunio alla strega per prendere il suo posto, ma lei rifiuta. Mentre Nick chiede a Sabrina di aiutarlo a provare una scena, la ragazza si accorge che sta per maturare dei sentimenti verso di lui, ma appena le ritorna in mente la relazione che aveva con Harvey decide di andare via. Il Signore Oscuro però la ferma strozzandola e Nick la soccorre. Sabrina si confida con Hilda dicendole che è tormentata dall'Oscuro Signore e la zia le consiglia di allontanarsi un po' dall'Accademia e tornare alla Baxter High. A scuola Sabrina incontra i suoi amici e quando viene a sapere che Harvey e Rosalind recitano come protagonisti di una storia d'amore, si sente a disagio nel vederli insieme. Sabrina si accorge di avere un graffio sulla schiena e si rivolge alla preside che la mette al corrente del fatto che "l'artiglio del diavolo" compare alle streghe che sfidano il Signore Oscuro e l'unico modo per far sparire il marchio è agire nel bene, andando contro la volontà di Satana. Dopo qualche giorno Rosalind si ritira dalla recita per aver contratto la varicella e la professoressa di teatro propone a Sabrina e Harvey di preparare la scena insieme. Durante le prove i due capiscono quanto si sono mancati e si lasciano andare, ma non appena Sabrina toglie la camicia ad Harvey ha una visione dell'artiglio del diavolo sul petto del ragazzo e spaventata prende la decisione di non rivedere mai più Harvey.
All'Accademia, Zelda diventa vittima degli incantesimi della sua collega Shirley, gelosa del fatto che lei sia l'amante del sommo sacerdote, e decide di vendicarsi.
Tornata a casa, Sabrina trova il suo famiglio Salem in fin di vita e capisce quali sono le conseguenze di chi non obbedisce al Signore Oscuro, che le appare di nuovo per un'ultima richiesta: dare fuoco alla Baxter High. Durante la notte Sabrina entra nell'edificio della scuola, ma poco prima di appiccare l'incendio il Signore Oscuro la ferma e la lascia andare. Il giorno della prima il Signore Oscuro fa ammalare Dorcas di varicella, permettendo a Sabrina di prendere il ruolo di protagonista, e dimostra a Lilith di aver vinto la sfida. Infine decide di perdonarla portando in vita il suo famiglio, Stolas.

## Capitolo quattordici: Lupercalia
- Titolo originale: Chapter Fourteen: Lupercalia
- Diretto da:
- Scritto da:

### Trama
All'Accademia delle Arti Occulte tutti si preparano per i Lupercali, una ricorrenza in concomitanza al giorno di San Valentino che viene festeggiata attraverso un rituale amoroso. Sabrina non è sicura di partecipare all'evento, ma Zelda cerca di persuaderla avendo notato il recente affiatamento tra Sabrina e Nick. Intanto alla Baxter High sono in atto i preparativi per la festa di San Valentino e Harvey ne approfitta per esprimere i suoi sentimenti a Rosalind. Quando la invita al ballo, Rosalind si confida prima con Sabrina che le dice di non essere infastidita in quanto ormai ha dimenticato Harvey e ha già preso una cotta per un altro ragazzo. Lilith scopre che la signora Wardwell, di cui ha preso il posto, ha un fidanzato, Adam, che lavora all'estero e torna in città ogni San Valentino, ma che stavolta non ha intenzione di lasciarla. La donna prova a ucciderlo, ma lui la segue ovunque e manda all'aria il suo piano di rovinare il ballo della scuola. Hilda si innamora del librario di Greendale, ma scopre che si trasforma in un licantropo ogni volta che prova dei sentimenti per qualcuno. L'uomo le rivela di aver trovato un libro raro e di aver letto per gioco un incantesimo, evocando un demone che lo ha posseduto. Nick convince Sabrina a partecipare al Lupercalia: il primo giorno la strega sceglie lo stregone interessato, il secondo giorno la coppia deve trascorrere la notte insieme in un bosco e infine al terzo giorno le coppie devono partecipare alla "caccia" dove ogni strega cattura uno stregone a caso, travestito da lupo, e col quale dovrà avere un amplesso. Nick dimostra di tenerci a Sabrina e le propone di partecipare al ballo della scuola. Durante la festa alla Baxter High, Nick e Sabrina vengono attaccati da una lupa, Omalia, che in realtà era il famiglio di Nick. Omalia fu abbandonata da Nick perché mostrava atteggiamenti aggressivi ogni volta che lui si fidanzava. Lilith li soccorre e pensa che l'unico modo per liberarsi della lupa è ucciderla. Nick torna da Sabrina dicendole di aver ucciso la lupa per poter stare con lei e le promette di trascorrere l'ultima notte dei Lupercali insieme, lontani dagli altri stregoni e si accorda con Sabrina per fare in modo di non essere catturato da altre streghe durante la "caccia". Intanto Blackwood propone a Zelda di sposarlo, regalandole dei cuori di tortora, e la donna prende il dono lasciando la risposta in sospeso. Harvey invita Rosalind a casa sua per mostrarle dei disegni, ma improvvisamente la ragazza perde completamente la vista. Durante la "caccia" dei Lupercali Sabrina giunge al luogo concordato con Nick che però viene ostacolato da Dorcas che sin dall'inizio aveva intenzione di scegliere lui. Sabrina si imbatte in Omalia e cerca di tenerla a bada, ma appena interviene Nick la lupa lo attacca e Sabrina la pugnala alle spalle, uccidendola. Nick confessa a Sabrina che non ha avuto il coraggio di ucciderla perché la lupa lo ha cresciuto dopo la morte dei suoi genitori, ma la ragazza lo perdona lo stesso.

## Capitolo quindici: Le cinque chiavi del terrore
- Titolo originale: Chapter Fifteen: Doctor Cerberus's House of Horror
- Diretto da:
- Scritto da:

### Trama
Una misteriosa cartomante fa visita al bar-libreria del Dottor Cerberus per predire un possibile futuro a Sabrina, Theo e Rosalind. Sabrina rivela alla cartomante di non fidarsi di Nick poiché teme che dopo l'episodio dei Lupercali possa mentirle su altre cose. Le viene mostrato Nick intento a fare uno spettacolo di magia al quale partecipano le Sorelle Sinistre. Sabrina si offre volontaria per l'ultimo trucco, ma le Sorelle Sinistre lo fanno fallire con un incantesimo. Dopo la seduta Sabrina si fa promettere da Nick che non frequenterà più le Sorelle Sinistre. A Theo vengono mostrate le conseguenze qualora decidesse di rubare una pozione stregata per modificare il suo corpo; a Rosalind è mostrato cosa accadrebbe se si sottoponesse aun'operazione per recuperare la vista. A Zelda viene mostrato cosa succederebbe se rivelasse a Blackwood di aver rapito sua figlia, Leticia. Ad Harvey viene mostrato un futuro in cui lascia la città per studiare in un'accademia d'arte, svelandogli che sarebbe perseguitato da demoni anche lontano da Greendale. Ad Ambrose viene mostrato un futuro in cui Blackwood gli propone di entrare a far parte della Società di Giuda, in cambio però della vita delle zie e della cugina. Ambrose, spaventato, interrompe la seduta e corre da padre Blackwood per assicurarsi che non gli farà mai una richiesta del genere. Il Sommo Sacerdote, oltre a rassicurarlo sul fatto che non farà del male alla sua famiglia, gli dà una brutta notizia: Luke è morto mentre era impegnato in una missione al servizio del Signore Oscuro e gli propone di prendere il suo posto entrando a far parte della Società di Giuda. Infine si scopre che la cartomante è in realtà Lilith, che ora conosce i segreti di coloro ai quali ha letto le carte.

## Capitolo sedici: Blackwood
- Titolo originale: Chapter Sixteen: Blackwood
- Diretto da:
- Scritto da:

### Trama
Le Sorelle Sinistre irrompono nella stanza di padre Blackwood al quale rivelano di aver fatto un sogno: le Spellman saranno la rovina dei Blackwood. Nel frattempo a casa Spellman sono in atto i preparativi per l'imminente matrimonio tra Zelda e Blackwood. Prudence, che è una delle poche a sapere che Zelda ha rapito la figlia di Blackwood, chiede alla futura moglie del Sommo Sacerdote di convincerlo a riconoscerla ufficialmente come figlia. Il fantasma di Constance, la moglie defunta di Blackwood, comincia a perseguitare Zelda che chiede a Hilda di neutralizzare lo spirito. Hilda scopre che è stata Shirley a mandare il fantasma di Costance perché invidiosa di Zelda e per mettere fine ai suoi incantesimi contro la sorella, avvelena Shirley. Sabrina ha una visione del fantasma del padre che le dice di impedire le nozze in quanto Blackwood è un pericolo per la loro famiglia. Infatti le rivela che è stato lui ad assassinarlo, facendo cadere l'aereo sul quale viaggiavano. Prima di sparire le fa promettere di vendicare la sua morte e completare il suo lavoro: consegnare all'Antipapa un manifesto sulle relazioni tra streghe e mortali. Sabrina racconta della sua visione alle zie, ma Zelda non le crede. La giovane strega si rivolge alla Wardwell la quale le rivela che l'incidente fu insabbiato da parte di padre Blackwood per evitare che Edward Spellmann consegnasse il manifesto all'Antipapa che avrebbe preso in considerazione il testo per riformare la dottrina della Chiesa della Notte. Ambrose crede alla visione di Sabrina e le svela la premonizione che ha visto alla seduta della cartomante. Su consiglio della cugina, Ambrose comincia a frequentare le riunioni della società di Giuda e scopre che Blackwood ha intenzione di consegnare all'Antipapa, in arrivo a Greendale, un nuovo Testamento contenenti dei precetti retrogradi e tradizionalisti. Ambrose rivela tutto alla cugina che studia un piano per impedire a Blackwood di far approvare il Nuovo Testamento all'Antipapa. Grazie all'aiuto di Nick, Sabrina recupera il manifesto del padre e riesce a consegnarlo all'Antipapa che si ritira nella sua stanza per confrontare i due manifesti. Nel frattempo Lilith, nei panni della Wardwell, comincia a provare dei sentimenti per Adam, ma il Signore Oscuro le ordina di ucciderlo in quanto la distrae dal suo compito di portare Sabrina dal lato oscuro. All'Accademia Blackwood sorprende Ambrose e altri due studenti della società di Giuda, ricoperti di sangue e con un pugnale in mano, davanti al cadavere dell'Antipapa. I due ragazzi, che non ricordano quanto successo, vengono tempestivamente sgozzati da Blackwood, mentre Ambrose riesce a scappare. Il ragazzo scopre di essere stato manipolato dal suo famiglio, Leviatano, e comincia a pensare che il Sommo Sacerdote voglia sbarazzarsi di lui come ha fatto con Luke. Dopo il funerale dell'Antipapa, viene celebrato il matrimonio, ma Sabrina interrompe la cerimonia accusando Blackwood di aver ucciso i suoi genitori e l'Antipapa perché temeva che avrebbe riformato la Chiesa della Notte secondo i dettami di Edward Spellman. Anche Ambrose irrompe con l'intento di uccidere Blackwood, ma viene fermato da Prudence e dopo essere stato catturato dai membri della società di Giuda, viene rinchiuso nella Cella delle Streghe. Sabrina non riesce a impedire le nozze e per di più lei e Nick vengono espulsi dall'Accademia. Blackwood si dimostra riconoscente nei confronti di Prudence e decide di riconoscerla ufficialmente come figlia.

## Capitolo diciassette: I missionari
- Titolo originale: Chapter Seventeen: The Missionaries
- Diretto da:
- Scritto da:

### Trama
Mentre Zelda e Blackwood sono in viaggio di nozze, Prudence sorveglia l'Accademia e impedisce a Sabrina di vedere suo cugino. Quentyn, il bambino fantasma che vive nei boschi dell'Accademia, rivela a Sabrina che le Sorelle Sinistre hanno intenzione di torturare Ambrose affinché confessi, così la ragazza si mobilita per liberarlo. Sabrina e Hilda si appellano al Concilio del Triumvirato ma scoprono che padre Blackwood ha deciso che giustizierà il ragazzo appena tornerà dal viaggio di nozze. Nel frattempo alla Baxter High Sabrina viene a sapere che Rosalind è diventata cieca e preferisce studiare da sola in biblioteca. Sabrina si offre di aiutarla con un incantesimo per farle riacquistare la vista, suggeritole dalla Wardwell, ma Harvey non è d'accordo. Rosalind rifiuta l'aiuto dell'amica in quanto la cecità che affligge le donne della sua famiglia è dovuta proprio a una maledizione da parte delle streghe. Inoltre siccome ha perso la vista pochi giorni dopo aver baciato Harvey, comincia a pensare che sia colpa di Sabrina. La giovane strega, delusa da ciò che le ha detto l'amica si allontana, e cerca conforto in Nick che ormai trascorre le sue giornate a bere, ed è arrabbiato con Sabrina per essere stato espulso dall'Accademia. Intanto il Signore Oscuro scopre che la sua amante Lilith ha intenzione di trasferirsi in Tibet col mortale Adam e lo uccide, ricordando alla donna che è sua proprietà, ma lei medita vendetta. Hilda torna all'Accademia portando del pollo alle Sorelle Sinistre in cambio della possibilità di vedere Ambrose. Prudence però mostra a Hilda un sosia di Ambrose che dice di stare bene e confessa di essere l'assassino dell'Antipapa, mentre Ambrose in cella incontra una sosia di Hilda che esorta il nipote a confessare l'omicidio. Sia Hilda che Ambrose scoprono l'inganno. Le Sorelle Sinistre, dopo aver mangiato il pollo offerto da Hilda, lasciano le ossa ad Ambrose. Il ragazzo scopre che in una delle ossa si nasconde una chiave e prova a scappare.
Nel frattempo dei giovani missionari cattolici chiamati "Gli Innocenti" sono arrivati a Greendale per uccidere le streghe. Si scopre che uno di loro aveva torturato e ucciso Luke, che prima di morire aveva confessato l'esistenza della Congrega. Uno dei Missionari trova Sabrina e con una scusa si fa invitare in casa; in quel momento Rosalind ha una visione dell'amica accoltellata dal Missionario e riesce ad avvisare Sabrina per telefono e farla scappare.Un altro Missionario trova Nick che, troppo ubriaco per difendersi, viene salvato dal barista e amico Dorian. Si scopre che i Missionari sono diretti all'Accademia e mentre Sabrina, Nick e Hilda si preparano per affrontarli, interviene Harvey per aiutarli. All'Accademia le Sorelle Sinistre sono impegnate in un incantesimo che farà confessare Ambrose, ma vengono interrotte dai Missionari che feriscono Ambrose e portano le streghe nella Chiesa Sconsacrata per farle convertire. I Missionari cominciano a sgozzare chi non intende convertirsi, Sabrina irrompe nella chiesa e viene ferita da un Missionario, ma proprio quando tutti i presenti la credono morta, un'entità che si identifica come "La Spada del Signore Oscuro" si impossessa di Sabrina, uccide i Missionari e resuscita le streghe giustiziate.

## Capitolo diciotto: I miracoli di Sabrina Spellman
- Titolo originale: Chapter Eighteen: The Miracles of Sabrina Spellman
- Diretto da:
- Scritto da:

### Trama
Dopo che l'entità ha lasciato il corpo di Sabrina, in suo soccorso arriva Harvey che ha assistito alla scena. La ragazza torna in vita e interviene per curare Ambrose. Nella Congrega si diffonde la voce di ciò che è successo e tutti considerano Sabrina una divinità, però Hilda e Ambrose cominciano a preoccuparsi per lei quando realizzano che i poteri della ragazza sono sempre più forti. Harvey racconta ai suoi amici di quanto accaduto all'Accademia delle Arti Occulte e su richiesta di Rosalind, Sabrina riesce a ridarle la vista. Sabrina comincia a pensare che i suoi nuovi poteri siano destinati a qualcosa di più grande ed è sempre più convinta di portare avanti il progetto di suo padre, così ne parla agli altri studenti dell'Accademia. Zelda e Blackwood, candidato come nuovo Antipapa, tornano per giustiziare Ambrose assieme ai membri del Concilio. Sabrina prende le difese del cugino, accusando Leviatano come autore della morte dell'Antipapa. Un membro del Concilio dà a Sabrina 24 ore di tempo per trovare il famiglio, altrimenti Ambrose verrà giustiziato. Blackwood, venuto a conoscenza dei "miracoli" di Sabrina, teme che la Congrega possa riconoscerla come nuova messia e quindi spodestarlo, dunque vuole far manifestare i poteri della ragazza davanti al Concilio con l'intento di farla uccidere. Intanto Hilda nota che Zelda è molto cambiata e scopre che è succube di un incantesimo fatto da padre Blackwood attraverso un carillon. Nick trova Leviatano, Sabrina lo resuscita per farlo testimoniare contro Blackwood, ma Dorian, che aveva assistito alla resurrezione del famiglio, rivela tutto al Sommo Sarcedote che ordina a Zelda di eviscerare il topo. Mentre Hilda e Sabrina discutono sulla responsabilità dei nuovi poteri della ragazza, sorprendono Zelda mentre uccide il topo. Hilda rivela a Sabrina che Zelda è controllata da Blackwood e che per spezzare l'incantesimo devono recuperare il carillon. Sabrina riesce a farlo materializzare, lasciando Hilda stupita, e risvegliano Zelda dall'incantesimo. La donna riconosce di aver sbagliato a fidarsi di Blackwood e rivela alla nipote che il Sommo Sacerdote ha intenzione di uccidere tutti gli Spellman. Dunque Sabrina dovrà escogitare un modo per salvare Ambrose senza destare sospetti e nel frattempo Zelda dovrà fingere di essere ancora sotto l'effetto dell'incantesimo. Durante l'esecuzione, Sabrina evoca il Signore Oscuro che umilia Blackwood e gli ordina di lasciar andare Ambrose. I membri del Concilio, disonorati da padre Blackwood, gli revocano il titolo di Antipapa. Sabrina intende festeggiare organizzando un party a casa sua al quale parteciperanno streghe e mortali, con l'intenzione di mostrare i suoi poteri ai mortali affinché non temano le streghe. Nel frattempo Harvey decide di andare a lavorare nelle miniere insieme al padre, e viene attratto da una voce femminile che da una galleria non segnata sulle mappe. Nei diari del bisnonno di Harvey si narra che in quella galleria ci sia un'entità che fa da guardia, e coinvolge Theo per scoprire di cosa si tratta. Entrati nella galleria, Harvey viene attaccato da una creatura ma Theo riesce a salvarlo, uccidendola. Proprio nel momento in cui Sabrina vuole rivelarsi ai mortali, viene interrotta da Harvey per metterla al corrente della sua scoperta. Nel frattempo la Wardwell sacrifica la vita di un uomo e usa una sua costola per creare un mostro, Adamo, che ucciderà Sabrina.

## Capitolo diciannove: La mandragola
- Titolo originale: Chapter Nineteen: The Mandrake
- Diretto da: Kevin Sullivan
- Scritto da: Joshua Conkel

### Trama
Harvey scopre che nella galleria c'è un mosaico che raffigura Sabrina e delle scene apocalittiche. Sabrina si rivolge alla Wardwell, confidandole di avere nuovi poteri e le chiede il significato di quei disegni. La donna le rivela che lei è l'araldo degli Inferi e che farà abbattere l'apocalisse, ma l'unico modo per fermare tutto è rinunciare ai poteri con un incantesimo di mandragola. Nick non è d'accordo e promette a Sabrina di trovare un'altra soluzione, cercando informazioni sull'apocalisse. Intanto all'Accademia Blackwood istituisce regole più restrittive e vuole riformare la Congrega autoproclamandosi messia di una nuova religione, la Chiesa di Giuda, e intende punire chiunque si ribellerà. Ma appena scopre che degli studenti tentano di scappare per chiedere aiuto a Sabrina, Blackwood ordina ai suoi fedeli di ucciderla. Zelda rivela tutto alla sorella affinché possa fermare Blackwood con l'aiuto del Concilio. Prudence scopre che Zelda non è più sotto l'incantesimo di Blackwood e minaccia di farla imprigionare se ostacolerà il volere del padre, ma Zelda la tiene in pugno ricordandole che entrambe condividono il segreto di tenere nascosta sua figlia Leticia. Così Prudence decide di riportare Leticia a Blackwood incolpando Zelda con l'intento di imprigionarla. Appena Zelda scopre la verità, prende in ostaggio Prudence per farle capire che Blackwood non ha considerazione di lei. Infatti il Sommo Sacerdote, vedendo Prudence in pericolo, non corre in suo aiuto ma sembra importarsi solo di Leticia. Zelda lascia andare la strega che sconcertata dal comportamento del padre decide di liberare Zelda. Tornata a casa scopre che Hilda ha ucciso un membro del Concilio perché le aveva proposto di aiutarla contro Blackwood in cambio di favori sessuali.
Sabrina chiede aiuto ad Ambrose per l'incantesimo di mandragola, e credendo che non abbia fatto effetto vanno al fiume per tentare un altro incantesimo. Nel frattempo la mandragola si trasforma in Sabrina e neutralizza i suoi amici per dare vita ad altre mandragole. La mandragola con le sembianze di Sabrina incontra anche i fedeli di Blackwood e appena capisce che non hanno buone intenzioni li sgozza con un semplice schiocco di dita.
Tornata a casa, Sabrina viene aggredita dal mostro creato dalla Wardwell e quando prova a usare i poteri si rende conto che non è capace di fermarlo. Fortunatamente Nick corre in suo aiuto e uccide il mostro estraendogli la costola che lo teneva in vita. Lo stregone rivela a Sabrina di aver trovato in un libro una serie di rituali, come l'esorcismo, la resurrezione e entrare nel limbo, che portano una strega a compiere la profezia dell'apocalisse. Sabrina realizza che alcuni dei rituali che aveva compiuto le erano stati suggeriti proprio dalla Wardwell e che dunque sia la strega di cui lei si fidava a voler compiere la profezia. Sabrina e Nick affrontano la Wardwell e la tengono in ostaggio. Poi mentre Sabrina va alla ricerca della mandragola per ucciderla, Nick e la Wardwell scoprono dal libro delle profezie che l'ultimo rituale che farà avverare la profezia è un suicidio, quindi devono impedire che Sabrina uccida la mandragola. Purtroppo Nick e Wardwell arrivano tardi e dopo aver ucciso la sua sosia, l'apocalisse sta per abbattersi su Greendale.

## Capitolo venti: Il valzer di Mefisto
- Titolo originale: Chapter Twenty: The Mephisto Waltz
- Diretto da: Rob Seidenglanz
- Scritto da: Roberto Aguirre-Sacasa

### Trama
Il Signore Oscuro si manifesta nella sua forma originale: Lucifero ha le sembianze di un uomo con due ferite profonde sulle spalle e gli zoccoli al posto dei piedi. Il demonio ordina a Lilith di prepararsi all'apocalisse e di portagli Sabrina.
Sabrina torna a casa e informa le zie di aver perso i poteri e di essere stata manipolata dalla Wardwell che le avrebbe fatto compiere la profezia secondo la quale il Signore Oscuro ridurrà il mondo in schiavitù e lei dovrà essere la sua regina. Gli Spellman preparano un rituale per difendere la casa, mentre Harvey, Rosalind e Theo sorvegliano le miniere: la via d'accesso agli inferi. Rosalind ha una visione di simboli che potrebbero impedire ai cancelli di aprirsi e li fa disegnare ad Harvey.
Lilith giunge a casa di Sabrina e dopo averle rivelato la verità sulla sua identità, la convince a seguirla prima che il Signore Oscuro possa fare del male ai suoi cari. Sabrina e il Signore Oscuro si incontrano alla vigilia della sua ascesa. Lui le mostra ammirazione e le confida che se è arrivata fin lì è anche per merito di Nick che ha agito per il Signore Oscuro. Inoltre le rivela che lei è sua figlia, e dunque Edward Spellman non sarebbe il suo vero padre. Sabrina torna dalle zie sconvolta, Zelda la rassicura in quanto ha sempre avuto stima del fratello, ma Hilda confessa che Diana prima di restare incinta di Sabrina non riusciva ad avere figli ed Edward aveva chiesto una benedizione da parte del Signore Oscuro. Sabrina non ha intenzione di piegarsi al volere di Satana e decide di combatterlo con l'aiuto di Lilith che questa volta giura fedeltà alla ragazza in quanto anche lei è stata ingannata dal Signore Oscuro. Le Spellman e Lilith elaborano un piano che però fallisce e Sabrina viene costretta da Satana a suonare il Corno di Gabriele per aprire i cancelli dell'inferno. Nel frattempo Harvey, Rosalind e Theo sistemano in tempo i simboli che bloccano l'apertura dei cancelli degli inferi, dai quali stanno per uscire dei demoni.
Mentre Sabrina si prepara per l'incoronazione, si ricorda della configurazione di Acheronte che aveva creato Edward Spellman per intrappolare i demoni e ha intenzione di usarla contro il Signore Oscuro. Nick torna da Sabrina per chiedergli perdono e l'aiuta a ricostruire la configurazione.
Padre Blackwood vuole scappare da Greendale perché non è d'accordo a riconoscere Sabrina come regina del Signore Oscuro, così avvelena la Congrega e ordina a Prudence di fare le valigie. La ragazza si rende conto che Blackwood ha avvelenato anche Agatha e Dorcas, e lo abbandona giurando vendetta. Poi avverte Zelda, Hilda e Ambrose per salvare la Congrega.
Durante la cerimonia, il piano di Sabrina non va a buon fine. La configurazione di Acheronte non riesce a contenerlo, così Nick decide di sacrificarsi e imprigiona il Signore Oscuro nel suo corpo che a sua volta dovrà essere rinchiuso all'Inferno. Lilith si autoproclama regina degli inferi e dona a Sabrina i poteri e la libertà. Inoltre decide di abbandonare il corpo della Wardwell che dopo aver ripreso coscienza non ricorda nulla di quello che le è successo. Sabrina e i suoi amici escono da questa storia più uniti che mai, ma la strega ha ben chiare le idee sulla sua prossima missione: salvare il suo fidanzato Nick.

## Capitolo ventuno: Il cuore all'inferno
- Titolo originale: Chapter Twenty-One: The Hellbound Heart
- Diretto da: Rob Seidenglanz
- Scritto da: Roberto Aguirre-Sacasa

### Trama
È passato un mese da quando Nicholas si è sacrificato per essere il corpo ospite di Lucifero. Sabrina e i suoi amici Harvey, Rosalind e Theo hanno finalmente trovato la strada per l'inferno, dove incontrano il principe dell'inferno Caliban e diversi ostacoli creati da Lilith per impedire loro di raggiungere il Pandemonium, la capitale dell'Inferno. Nel frattempo, a New Orleans, Prudence e Ambrose fanno della conoscenza di Mambo Marie LaFleur, una sacerdotessa vudù che li aiuta a rintracciare padre Blackwood. All'Inferno Sabrina decide di assumersi la sua responsabilità di Regina dell'Inferno per impedire a Caliban di prendere il controllo e trasformare la Terra nel decimo cerchio infernale, libera Nick e lascia l'inferno con i suoi amici. Mentre porta anche LaFleur du Mal per Dorian Gray, nel frattempo Hilda e Zelda riaprono l'Accademia delle Arti Occulte e decidono che la loro congrega ora pregherà Lilith invece che Satana. Sabrina incatena Nick / Lucifero nei sotterranei e lei e i suoi amici celebrano il successo della loro missione alla Cerberus Books, senza sapere che sono arrivati a Greendale "gli antichi" il cui arrivo è stato previsto da Lucifero.

## Capitolo ventidue: Portami all'Inferno
- Titolo originale:
- Diretto da: Alex Pillai
- Scritto da: Ross Maxwell

### Trama
Sabrina e Rosalind si uniscono alla squadra di cheerleader alla Baxter High, mentre a Sabrina viene affidato il suo primo incarico come Regina dell'Inferno, ovvero condurre anime all'Inferno. La prima anima è un vecchio di nome Robert Robinson ma, dopo aver realizzato non sia realmente malvagio, Sabrina lo manda in Paradiso facendo infuriare la corte reale dell'inferno, sebbene Lilith riesca a intercedere per lei. In Scozia, Prudence e Ambrose rintracciano finalmente padre Blackwood, che è vissuto con i suoi figli per 15 anni in una chiesa fuori dal tempo. Nella Chiesa della Notte, Lucifero scopre che la congrega sta pregando Lilith e manda degli scarafaggi per punirli. Gli insetti inducono Elspeth ad attaccare Melvin, e Zelda a schiaffeggiare Agatha dopo che l'ha derisa, Sabrina scopre Jimmy, il venditore di gelati la cui anima deve essere condotta all'Inferno, ha prolungato il suo contratto con Lucifero ogni sette anni sacrificando anime innocenti di bambini da lui adescati. Rivela inoltre di aver catturato una bambina, sua prossima vittima; Sabrina e Roz cercano di trovarla e a portarla in salvo grazie all'aiuto di Lilith, poi Sabrina condanna Jimmy all'eterno tormento dell'Inferno. Hilda e Zelda scoprono che la nipote ha riportato Nick e Lucifero dall'inferno, per coincidenza Prudence e Ambrose appaiono allo stesso tempo, con Faustus, Judas e Judith al seguito. Sabrina e Zelda decidono che Padre Blackwood sarà la nuova prigione di Lucifero al posto di Nicholas. Nel frattempo, a Greendale arriva un circo e Theo fa la conoscenza di un nuovo studente di nome Robin.

## Capitolo ventitré: Pesante è la corona
- Titolo originale: Chapter Twenty-Three: Heavy is the Crown
- Diretto da: Rob Seidenglanz
- Scritto da: Oanh Ly

### Trama
Nicholas si sta riprendendo dalla sua permanenza all'inferno. Sabrina è sfidata da Caliban a trovare la Regalia profana: tre artefatti infernali che sono stati persi nel corso della storia. Chi riuscirà a trovare tutti e tre gli oggetti sarà ufficialmente il sovrano dell'Inferno. Il primo oggetto è la Corona di Erode, che Sabrina trova a Riverdale con l'aiuto di Ambrose. Nell'accademia alcune delle streghe prendono un raffreddore e, al contempo, iniziano a perdere i loro poteri magici, Sabrina, Nick, Rosalind, Harvey, Theo e Robin visitano il circo che è arrivato in città; tuttavia, Rosalind ha una visione che le mostra il direttore come un satiro e Harvey assiste a un'esibizione della danzatrice e ammaestratrice di serpenti Nagaina. Anche Mary Wardwell, che ha ancora delle lacune nella sua memoria, visita al circo l'indovina Circe, che le dice che il suo fidanzato Adam non tornerà. Il dottor Cerberus presenta una proposta di matrimonio a Hilda, che accetta felicemente. La sera Sabrina e Nick vengono attaccati dal re Erode, ma Ambrose li salva mentre Caliban ne approfitta per rubare la corona. Nicholas, ancora segnato e frustrato per quanto accaduto all'Inferno, va al bar di Dorian per ubriacarsi e richiede i servizi di un uomo e una donna affinché abbiano un rapporto con lui. Sabrina va all'inferno per affrontare furibonda Caliban e chiarisce che vincerà la competizione. Intanto i Pagani del circo, tra cui Robin, iniziano il loro piano di far risorgere il loro dio, l'Uomo Verde.

## Capitolo ventiquattro: La luna della lepre
- Titolo originale: Chapter Twenty-Four: The Hare Moon
- Diretto da: Viet Nguyen
- Scritto da: Donna Thorland

### Trama
Gli Spellman scoprono che Lucifero ha privato la congrega dei suoi poteri magici. Tuttavia, Hilda ha l'idea di usare il sangue di un angelo e la luce della luna della lepre per ricaricare la magia della congrega. Harvey scopre che suo padre ha trascorso la notte con Nagaina e decide di indagare al circo con Roz e Theo ma, quando cerca la tenda di Nagaina, Rosalind viene attaccata da lei e si trasforma in pietra poche ore dopo. Nella foresta i membri della Chiesa della Notte incontrano i Pagani e li invitano a un picnic. Tuttavia, tra i gruppi c'è tensione evidente; Nagaina riconosce che Nicholas tradisce Sabrina al bar di Dorian e Circe maledice Hilda dopo aver appreso che tiene dei ragni come animali domestici. Dorcas viene morsa da un serpente e curata da Nagaina, che però si infuria quando apprende che Nicholas ha ucciso l'animale. I pagani lasciano il picnic e Zelda manda Agatha e Dorcas a scusarsi con i Pagani, ma entrambe sono attaccate nella foresta da Pan e Nagaina, diventando rispettivamente fuori di senno e di pietra. Di notte, i Pagani provocano un'eclissi lunare per impedire alla congrega di recuperare i suoi poteri, poi li seguono e avvertono che hanno tre giorni per scegliere tra unirsi a loro o essere uccisi. Gli Spellman decidono quindi di liberare Lucifero dal sotterraneo ma, una volta giunta nel sotterraneo per parlare con il padre, Sabrina scopre che Nicholas lo ha liberato in cambio di droga.

## Capitolo venticinque: Il diavolo dentro
- Titolo originale: Chapter Twenty-Five: The Devil Within
- Diretto da: Roxanne Benjamin
- Scritto da: Matthew Barry

### Trama
Nicholas ha liberato Lucifero, pertanto Ambrose lo sottopone a un trattamento per disintossicarsi. Sabrina informa Harvey e Theo che i membri del circo sono Pagani, mentre Hilda inizia a trasformarsi in un ragno gigante a causa dell'incantesimo di Circe. Lilith e la Corte dell'Inferno fanno partire la seconda prova della competizione, che consiste nel recuperare la bacinella di Ponzio Pilato. Lucifero / Blackwood convince Elspeth e Melvin a unirsi ai Pagani, tuttavia Elspeth viene assassinata da Pan dimostrando che, in realtà, arrendersi non è una vera opzione per la congrega. Lucifero manipola anche Harvey per fargli attaccare il circo assieme a quattro amici atleti, che vengono trasformati in maiali da Circe. Ambrose e Prudence hanno l'idea di usare un magico cerchio di pietre per amplificare la loro energia ed evocare altre streghe in aiuto. Nel passato, Sabrina riesce a ottenere la bacinella di Pilato grazie all'aiuto di Barabba, sebbene nel mentre è costretta a lasciare indietro Caliban. La convocazione delle streghe viene interrotta dalla folle Agatha (liberata da Blackwood) che frantuma una delle pietre. Ambrose scopre che c'è ancora un residuo di Lucifero nel corpo di Nick e lo rimuove con l'aiuto di Sabrina. Nicholas si lascia con Sabrina perché ancora troppo scosso da quanto è accaduto con Lucifero. Mentre Robin decide di rivelare i suoi segreti a Theo, Ambrose e Zelda scoprono che le streghe convocate sono arrivate in accademia.

## Capitolo ventisei: Tutte quante streghe
- Titolo originale: Chapter Twenty-Six: All of them Witches
- Diretto da: Michael Goi
- Scritto da: Joshua Conkel

### Trama
Le streghe convocate sono arrivate all'accademia e minacciano tutti di morte, finché Zelda e Marie riescono a calmarle offrendo loro una casa nella congrega se li aiuteranno a sconfiggere i Pagani. Sabrina apprende dai suoi amici che Robin è un membro dei Pagani e che essi hanno in programma di far risorgere i vecchi dei Caliban si offre di aiutarli a riportare in vita Rosalind, ma Nagaina frantuma la statua. All'inferno, Lilith riceve un messaggio da Lucifero e decide di nascondersi nella casa di Mary Wardwell. Prudence scopre che Nick e Sabrina si sono lasciati e le offre un incantesimo per rimuovere tutto il suo attaccamento emotivo a Nicholas. All'accademia, Mambo Marie fa amicizia con Zelda, che non si fidava di lei perché Marie è cattolica. Sabrina e i suoi amici riescono a rimettere insieme Roz, ma l'incantesimo Pigmalione (basato sul vero amore) non funziona. Sabrina convince quindi le streghe a prestarle i loro poteri per rapire Circe e costringerla a liberare Rosalind e Dorcas e ritrasformare i maiali in atleti. Lucifero rintraccia Lilith a casa di Mary e la convince che gli Spellman sono coinvolti nella scomparsa di Adam. il dottor Cerberus accetta Hilda nonostante la sua trasformazione ma la donna, perdendo il controllo, lo aggredisce e chiama sua sorella per farsi uccidere. Zelda spara a Hilda e la seppellisce nella fossa di Caino. Quella notte, tuttavia, Mary Wardwell va a casa degli Spellman e spara a Zelda come rappresaglia per la scomparsa di Adam.

## Capitolo ventisette: Il bacio di Giuda
- Titolo originale: Chapter Twenty-Seven: The Judas Kiss
- Diretto da: Michael Goi
- Scritto da: Lindsay Calhoon Bring

### Trama
Zelda, moribonda, viene soccorsa da Marie, Prudence e Ambrose, che con un rituale voodoo la mantengono in vita. Nel frattempo Lilith separa Blackwood da Lucifero, ma riesce a scampare alla sua vendetta facendo un patto col primo: lei lo renderà inattaccabile dalla magia nera, mentre lui la fa rimanere incinta del figlio di Lucifero. Questi decide che Sabrina dovrà sostenere la terza e ultima prova dei regalia profana, che consiste nel trovare i trenta denari di Giuda Iscariota, per poi governare il regno degli inferi insieme a lui, Lilith e il nascituro. Blackwood si allea coi pagani e, in assenza di Zelda, riprende possesso della scuola di magia e uccide tutte le streghe che vi si trovano, mentre Agatha, resa pazza da Pan, dietro suo ordine uccide Dorcas. Zelda si trova in un limbo con Hilda, e le due incontrano loro fratello Edward, padre di Sabrina: questi le guida nel loro passato e nel loro futuro, dando a Zelda degli indizi su come battere Blackwood. Sabrina intanto, dopo aver ricevuto un indizio da Lucifero, si reca nel luogo dove sono nascosti i trenta denari e li ottiene combattendo contro Vlad l'impalatore; durante la sua assenza Blackwood irrompe in casa Spellman e uccide Prudence e Marie, rimaste a guardia di Zelda, facendosi dire dove sono i suoi figli: questa si risveglia dal coma solo per venir uccisa nuovamente da Blackwood. Intanto i pagani rapiscono Harvey, Rosalind e Teo e uccidono Robin e Nicholas, per poi sacrificare Harvey per ridare la vita all'Uomo Verde, la loro divinità; mentre tutto ciò accade Sabrina viene ingannata da Caliban, che le sottrae i denari e la imprigiona per sempre negli inferi.

## Capitolo ventotto: Sabrina è leggenda
- Titolo originale: Chapter Twenty-Eight: Sabrina Is Legend
- Diretto da: Rob Seidenglanz
- Scritto da: Roberto Aguirre-Sacasa & Daniel King

### Trama
Con Sabrina ormai fuori gioco, Caliban prende possesso degli inferi e combatte i pagani per rendere la Terra il decimo girone infernale; tuttavia viene sconfitto, gli inferi vengono liberati dalle schiere angeliche e la Terra diventa il regno dei pagani e di Blackwood, che riducono l'umanità in schiavitù. Sabrina viene risvegliata dopo molti decenni dalla sé stessa del futuro, che le spiega di trovarsi in un loop temporale e la libera, prendendo il suo posto in prigione. Sabrina si reca sulla Terra accompagnata dai guardiani dei regalia, Erode, Vlad e Pilato, gli ultimi demoni rimasti; qui scopre che tutti i suoi amici e parenti sono morti a causa della sua assenza, a eccezione di Ambrose: questi la aiuta a utilizzare il potere dei regalia per usare l'Uovo del Tempo sottratto a Blackwood e tornare indietro nel tempo fino a prima della vittoria di Blackwood e i pagani. Sabrina arriva in tempo per salvare i suoi amici; Zelda, che durante il suo coma ha scoperto che il modo per vincere è evocare Ecate: grazie al suo potere resuscita Hilda e ridona i poteri alla congrega.
I pagani, non avendo potuto rapire Harvey, decidono di sacrificare Mary Wardwell all'Uomo Verde, ma il rito viene bruscamente interrotto quando si scopre che in realtà Mary è la strega Pesta, travestita con un incantesimo fatto da Sabrina: le streghe uccidono tutti i pagani e fanno tornare la pace. Dopo la vittoria, Sabrina si reca dalla Sabrina del passato per impedirle di farsi ingannare da Caliban, e le propone di diventare la regina degli inferi, mentre lei condurrà una vita normale sulla Terra: in questo modo il loop temporale sarà spezzato e ci saranno due sabrine, una negli inferi e l'altra sulla Terra.
Prudence incolpa Ambrose di averle impedito di uccidere Blackwood e di aver così causato la morte di Dorcas, e i due si separano; Zelda riferisce a Marie che la loro congrega venererà Ecate. Robin decide di rimanere con Theo, mentre Harvey e Rosalynd hanno il loro primo rapporto sessuale; Prudence si avvicina a Nicholas, abbandonato da Sabrina.
La Sabrina del passato viene incoronata regina degli inferi, mentre la Sabrina del presente si appresta a vivere la sua nuova vita: intanto Blackwood, insieme ad Agatha e i suoi due figli, rompe l'Uovo del Tempo e libera l'entità in esso rinchiusa, giurando vendetta sugli Spellman.

## Capitolo ventinove: L'Oscurità sinistra
- Titolo originale: Chapter Twenty-Nine: The Eldritch Dark
- Diretto da: Jeff Woolnough
- Scritto da: Roberto Aguirre-Sacasa & Gigi Swift

### Trama
Il primo degli Orrori di Eldrich, l'Oscurità, arriva a Greendale. Sabrina inizia a sentirsi sola perché tutti i suoi amici hanno delle relazioni romantiche e non hanno più tempo per uscite di gruppo; su suggerimento di Hilda, usa Salem per creare una falsa minaccia in modo da riunire la banda per "sconfiggerla"; Roz scopre attraverso la sua Perspicacia che era solo un trucco e rassicura Sabrina che rimarranno sempre amici qualsiasi cosa succederà. Le streghe affrontano l'Oscurità e Sabrina Spellman e Sabrina Stella del Mattino lavorano insieme per sconfiggerla con l'aiuto della Congrega. Nel frattempo, la signora Wardwell viene reclutata da Agatha per diventare un membro della nuova chiesa di Faustus Blackwood.

## Capitolo trenta: Un ospite indesiderato
- Titolo originale: Chapter Thirty: The Uninvited
- Diretto da: Alex Pillai
- Scritto da: Katie Avery

### Trama
Il successivo Orrore di Eldrich, il Non Invitato, bussa alle porte dei residenti di Greendale e uccide coloro che lo allontanano per il suo aspetto inquietante e sgradevole. Arriva a casa di Harvey, ma Roz percepisce la sua vera natura e lo fa accogliere così da essere risparmiati. Harvey disegna nel sonno quello che si rivelano previsioni sugli Orrori che verranno. Il Non Invitato va alla nuova chiesa di Blackwood, che lo manda al matrimonio di zia Hilda e del dottor C. dopo averlo camuffato per farlo apparire come un uomo indistinto. Sabrina scopre che Caliban sta per sposarsi con Sabrina Stella del Mattino e lei e Lilith cercano di porre fine alla loro relazione prima che si sposino. Sconfortata in quanto sembra l'unica a non avere una relazione, Sabrina al matrimonio di Hilda si ubriaca e fa un discorso autocommiserante che mette tutti in imbarazzo. L'Orrore viene mandato via dal matrimonio in quanto non ha l'invito, ma si ripresenta e uccide Dorian Gray. Sabrina decide così di portarlo all'Inferno al matrimonio tra la sua controparte e Caliban, finge di volerlo sposare e lo intrappola con uno stratagemma nella casa delle bambole della sua infanzia.

## Capitolo trentuno: Lo Strano
- Titolo originale: Chapter Thirty-One: The Weird
- Diretto da: Lisa Soper
- Scritto da: Jenina Kibuka

### Trama
Il terzo Orrore, lo Strano, arriva nella chiesa di Blackwood e afferma di voler possedere il corpo di Sabrina per dare inizio alla conquista del mondo. Entra quindi in un cadavere che viene inviato all'obitorio degli Spellman, per poi passare a Sabrina, che nel frattempo sta cercando di fabbricarsi il "ragazzo perfetto". Prudence, Mambo Marie e Roz formano le Sentinelle, un trio di veggenti che tengono d'occhio gli Orrori Sinistri, e Mambo Marie rivela a Roz che in realtà lei è una strega come sua nonna e le altre donne della sua famiglia, che non usarono tale epiteto per proteggersi dalle persecuzioni. Un nuovo studente di nome Lucas si unisce alla Baxter High e lui e Sabrina mostrano un interesse reciproco. Lo Strano inizia a prendere il controllo di Sabrina, ma Ambrose si fa aiutare da Nick per espellerlo e intrappolarlo in una vasca di acqua ghiacciata. Lucas se ne va dalla Baxter High e Sabrina decide di rinunciare ai ragazzi per un po'. Nel frattempo, all'Inferno, Caliban complotta per uccidere il bambino che Lilith porta in grembo in quanto potrebbe minacciare il suo posto al trono e lancia un incantesimo che accelera la gravidanza affinché resti dilaniata; Lilith va alla congrega che l'aiuta durante il parto e accetta di ospitare lei e suo figlio neonato Adam.

## Capitolo trentadue: Il Genio della Perversione
- Titolo originale: Chapter Thirty-Two: The Imp of the Perverse
- Diretto da: Antonio Negret
- Scritto da: Christianne Hedtke

### Trama
Roz dice ad Harvey che lei è una strega e una sentinella, lasciandolo piuttosto scosso. Padre Blackwood riceve il successivo Orrore Sinistro, il Genio della Perversione, da un venditore ambulante a cui lo sottrae; Prudence si presenta per ucciderlo, ma lui usa il manufatto per alterare la realtà: in tale realtà lui è imperatore e tutte le streghe sono nemiche pubbliche che vengono torturate e giustiziate. Sabrina e Roz sono le uniche a ricordarsi la verità, in quanto Harvey fa parte degli studenti al servizio di Blackwood, così come Prudence, mentre Theo e Nick sono imprigionati perché accusati di stregoneria. Grazie a Zelda, Sabrina e Roz scoprono un gruppo di resistenza al regime di cui fanno parte Hilda, Cerberus, Lilith e Agatha, che in questo mondo è sana di mente. Ambrose scappa da Greendale e torna in sé appena lasciata la città; incontra il venditore ambulante che gli dona la Pietra di Crono con cui Sabrina restituisce i ricordi di tutta la congrega e ha poi modo di usare il Genio per riportare la realtà alla normalità. Per impedire a Blackwood di fare altri danni, Prudence lo decapita e porta la sua testa vivente all'Accademia per tenerlo d'occhio e interrogarlo. Nel mentre, Sabrina e Roz hanno modo di vincere la campagna di presidenza nella scuola.

## Capitolo trentatré: Deus ex machina
- Titolo originale: Chapter Thirty-Three: Deus Ex Machina
- Diretto da: Amanda Tapping
- Scritto da: Eleanor Jean

### Trama
Il regno dell'Inferno e quello mortale stanno entrando in collisione a causa del paradosso creatosi con l'esistenza delle due Sabrine; l'angelo Metatron si palesa per intimare al regno vivente una soluzione, altrimenti l'unica alternativa sarà l'eliminazione delle due Sabrine. Nel mentre, Nick vuole rimediare ai suoi errori passati avendo capito che tra lui e Sabrina c'è ancora del sentimento: quindi si iscrive alla Baxter High. Theo scopre che Robin è invitato nel mondo fatato dai suoi simili per sfuggire alla distruzione dei mondi e che la sua presenza nel regno mortale lo indebolisce: quindi si costringere a rompere con lui affinché sia al sicuro. Scartate tutte le altre opzioni, il Metatron prova a unire le due Sabrine in una ma c'è un margine di rischio troppo elevato; Ambrose spiega che bisogna mandare una Sabrina in un mondo alternativo tramite uno specchio. Sabrina Stella del Mattino accetta di andare lei e, attraversatolo, si incontra con la Hilda e la Zelda della serie di Sabrina del 1996. Lucifero scopre che Lilith e Adam sono nell'Accademia e la minaccia per ottenere il bambino nonostante il pericolo che costituisce Caliban; pur di impedirgli di prenderlo, Lilith uccide il figlio anche per vendicarsi della morte del suo fidanzato e Lucifero decide di maledirla rendendola mortale e togliendole i poteri.

## Capitolo trentaquattro: I ritornati
- Titolo originale: Chapter Thirty-Four: The Returned
- Diretto da: Catriona McKenzie
- Scritto da: Oanh Ly & Ross Maxwell

### Trama
Sabrina Spellman è preoccupata per Sabrina Stella del Mattino e Nick la conforta. Lilith finge che Adam sia ancora vivo per continuare a farsi ospitare dalla Congrega. Il vecchio cane di Zelda, Tom, ritorna a casa nonostante sia morto da parecchi anni. Mambo Marie spiega che è una manifestazione del successivo Orrore, i Ritornati, ovvero proiezioni dei morti: essi vanno trattati come se niente fosse, perché se venissero a sapere di essere morti potrebbero perdere la ragione. Per sconfiggerlo, la strega sfida a un gioco Lazzaro. Alla Baxter High fanno ritorno i Satanic Panic, un gruppo di delinquenti ex compagni del padre di Harvey, che anni prima uccisero una compagna in un rito satanico per ottenere la fama in seguito a una promessa di Lucifero, salvo morire in un incendio appiccato dal padre della ragazza che venne a sapere la verità da parte del padre di Harvey. Fa ritorno anche Edward Spellman, che però aggredisce malamente Sabrina quando cerca di comunicare con lui. La madre di Cerberus torna a casa ma si scopre essere una folle che uccide chiunque non ritenga all'altezza del figlio. Dorcas si ricongiunge con Agatha e Prudence, mentre Theo e Robin si rimettono insieme. Lilith sente i pianti di Adam e convince Caliban a procurarle la Lancia di Longino, l'unica arma che può ucciderla, così da potersi togliere la vita. I Satanic Panic sfidano gli amici di Sabrina a una gara di band minacciando altrimenti di uccidere il padre di Harvey e dare fuoco a Greendale, venendo sostenuti da Lucifero; Sabrina ha modo di sconfiggerli facendosi aiutare dalla studentessa uccisa dal gruppo. Prima che possa uccidersi, Lilith capisce che il pianto di Adam è dovuto ai Ritornati e uccide Lazzaro proprio quando sconfigge Mambo Marie. Quest'ultima rivela a Zelda di essere in realtà il Baron Samedi e abbandona Greendale per accompagnare tutti i morti nell'aldilà.

## Capitolo trentacinque: L'Eterno
- Titolo originale: Chapter Thirty-Five: The Endless
- Diretto da: Kevin Sullivan
- Scritto da: Donna Thorland & Matthew Barry

### Trama
Sabrina Stella del Mattino raggiunge l'universo parallelo e incontra le zie Hilda e Zelda dello spettacolo del 1996 Sabrina vita da strega: in quel mondo sono tutti attori di una popolare sitcom televisiva diretta da Blackwood, con Salem che è il personaggio più importante dello spettacolo. Gli attori hanno solo tre errori disponibili sul set prima di essere inviati nella Stanza Verde; Sabrina scopre che non ha più i suoi poteri e che lo specchio della sua camera da letto è assente. Inoltre, Harvey è il suo ragazzo e la vita reale coincide con le scene (ad esempio, la progressiva cecità di Roz si riflette anche sull'attrice oltre che sul personaggio). Dirigendosi nella misteriosa Stanza Verde, Sabrina scopre che Ambrose lavora lì: lui gli spiega che Salem è un Orrore Sinistro, l'Eterno, che gestisce tutta la serie; inoltre, gli attori scartati per dei ruoli dopo aver commesso più errori vengono trasformati in cibo inscatolato che viene consumato sul set. Sabrina incontra Caliban e scopre da lui che si sta preparando per la puntata del giorno successivo l'avvento di qualcosa chiamato "il Vuoto". Sabrina ottiene la collaborazione di Salem dicendogli che il Vuoto è l'ultimo Orrore Sinistro e che distruggerà anche lui; i due devono fuggire dagli altri membri della troupe, che stanno uccidendo gli attori essendo servitori del Vuoto, e riescono ad attraversare lo specchio raggiungendo la camera di Sabrina nel regno vivente.

## Capitolo trentasei: Le montagne della follia
- Titolo originale: Chapter Thirty-Six: At the Mountains of Madness
- Diretto da: Rob Seidenglanz

- Scritto da: Roberto Aguirre-Sacasa

### Trama
Miss Wardwell racconta ai discepoli della sua chiesa i Vangeli di Eldrich a partire dal termine della scorsa puntata: Sabrina e Nick sono nella camera di lei, quando Sabrina Stella del Mattino attraversa lo specchio e muore dopo aver avvertito la sua controparte dell'imminente arrivo del Vuoto. Sabrina decide di entrarci e aprire il Vaso di Pandora ottenuto dal venditore ambulante per risucchiare l'ultimo Orrore Sinistro, nonostante finirà in tal modo intrappolata anch'essa. Le streghe appena lo scoprono riescono a trasferire la sua anima nel cadavere di Sabrina Stella del Mattino, facendo infuriare Lucifero. Sabrina può così festeggiare il suo 17º compleanno ma si accorge che diverse cose attorno a lei spariscono nel nulla; Lucifero cerca di attaccare Sabrina ma viene sconfitto quando la ragazza dà prova di avere inglobato una parte del Vuoto dentro di lei e decide di nascondersi sulle Montagne della Follia per proteggere i suoi cari. Padre Blackwood riprende il suo corpo e la raggiunge sulle Montagne per insegnarle a controllare il Vuoto in lei. Nel mentre, Lilith va all'Inferno e pugnala Lucifero per poi berne il sangue, così da riacquistare i suoi poteri. Nick recupera il corpo di Sabrina dal Vuoto e, settimane dopo, tutto il gruppo raggiunge le montagne e inganna Blackwood per liberare Sabrina dalla sua influenza. Seguendo un piano della ragazza, la dissanguano per aprire un portale nel Vuoto e recuperare le persone che erano state assorbite ma una volta concluso il processo scoprono che la ragazza è morta. Prudence decide di fare a pezzi il corpo di Blackwood e disseminarlo nel mondo così che non possa più fare danno; si tiene un funerale in onore delle due Sabrine e Zelda e Hilda si consolano reciprocamente per la perdita della nipote. Sabrina si trova in un limbo e viene raggiunta da Nick, che le spiega di essere "annegato nel mare di dolore" e i due possono così stare insieme per sempre.